# Jerzy Mioduszewski
Jerzy Mioduszewski (ur. 25 grudnia 1927 w Ołtarzach) – polski matematyk specjalizujący się w topologii, w szczególności w teorii continuów oraz w historii matematyki.

## Życiorys
W 1947 ukończył liceum ogólnokształcące w Łomży. W latach 1947–1952 studiował matematykę na Uniwersytecie Wrocławskim, broniąc pracę magisterską napisaną pod kierunkiem Bronisława Knastera, dotyczącą continuów nieprzywiedlnych. W 1959 uzyskał stopień doktora, promotorem był Knaster. Habilitację uzyskał w 1964 we Wrocławiu. Od 1967 był zatrudniony na Uniwersytecie Śląskim. Tytuł naukowy profesora otrzymał w 1976 roku.

## Publikacje książkowe
- 1971: Wykłady z topologii. Cz. 1, Wstęp z teorii kategorii. Uniwersytet Śląski, Katowice.
- 1971: Wykłady z topologii. Cz. 2, Przestrzenie topologiczne ogólne. Uniwersytet Śląski, Katowice.
- 1988: Matematyka przełomu XIX i XX wieku: nurt mnogościowy: materiały III Ogólnopolskiej Szkoły Historii Matematyki, Jaworze / [red. nauk. Jerzy Mioduszewski]. Uniwersytet Śląski, Katowice 1992.
- 1994: Wykłady z topologii: topologia przestrzeni euklidesowych. Uniwersytet Śląski, Katowice.
- 1996: Ciągłość: szkice z historii matematyki. Wydawnictwa Szkolne i Pedagogiczne, Warszawa.
- 2003: Wykłady z topologii: zbiory spójne i kontinua. Uniwersytet Śląski, Katowice.
- 2013: Cztery szkice z przeszłości matematyki. Oficyna Wydawnicza Impuls, Kraków.

## Wypromowani doktorzy
- 1973: Władysław Kulpa,
- 1974: Aleksander Błaszczyk,
- 1975: Andrzej Szymański,
- 1977: Anna Kucia,
- 1978: Marian Turzański,
- 1979: Ryszard Frankiewicz,
- 1980: Adam Mysior,
- 1980: Adam Emeryk,
- 1981: Andrzej Gutek,
- 1982: Wojciech Dębski,
- 1983: Witold Bula,
- 2002: Iwona Krzemińska.